# Bismarck-tenger
A Bismarck-tenger a Csendes-óceán délnyugati részén található. Nyugaton Új-Guinea, délen és keleten Új-Britannia szigete, keleten Új-Írország szigete, északon pedig több kis sziget határolja. A második világháborúban itt zajlott a Bismarck-tengeri csata, melyben a Japán Birodalom csapott össze az Amerikai Egyesült Államokkal és Ausztráliával.